# Peter Blackmore
Peter Blackmore (* 1879 in Gorton, Manchester; † 1937) war ein englischer Fußballspieler.

## Karriere
Blackmore gab sein Debüt für Newton Heath in der Football League Second Division am 21. Oktober 1899 auf der Mittelstürmerposition bei einem 2:1-Heimerfolg gegen New Brighton Tower. Er wurde damit am erst 8. Spieltag nach Neddy Lee, James Bain, Joe Clark und Jimmy Collinson der fünfte Spieler, der in der Saison 1899/1900 auf dieser Position für den Verein zum Einsatz kam. Eine Woche nach seinem Debüt stand er im Drittrunden-Qualifikationsspiel des FA Cups gegen South Shore erneut in der Mannschaft. Nach der 1:3-Niederlage gegen die Mannschaft aus dem Non-League football wurde Blackmore in der Presse mit den Worten „er muss eine Menge lernen bevor er auf dem Niveau der Second Division ist“ kritisiert und bescheinigt „zu leicht zu sein“. Die Pokalpartie blieb sein letztes Pflichtspiel für Newton Heath.